# Nikolaos Xydias Typaldos
Nikolaos Xydias Typaldos (* 1826 auf Kefalonia; † 1909 in Athen; auch Nicolaos Xydias Typaldos) war ein griechischer Maler.
Typaldos wurde auf der Insel Kefalonia geboren und studierte zunächst Malerei in Italien, später setzte er sein Studium an der Pariser École des Beaux-Arts fort. Er blieb in Frankreich bis zu seiner Rückkehr nach Griechenland im Jahre 1890. Seine Werke werden der akademischen Kunst zugeordnet. Eines seiner bekanntesten Werke trägt den Titel Der Traum. Er starb im Jahre 1909 in Athen.